# Эрвин Бовин
Эрвин Бовин (нем. Erwin Bowien; (3 сентября 1899 г., Мюльхайм-ан-дер-Рур — † 3 декабря 1972 г., Вайль-ам-Райн) — немецкий художник и поэт.

## Биография
Эрвин Бовин родился в семье Эриха Бовина, инженера-строителя, а затем коммерческого директора рейнского порта в Вайль-ам-Рейне, и его жены Анны-Марии, урожденной Нойфельдт из Эльбинга, Восточная Пруссия. Детство Эрвина прошло в Берлине-Шарлоттенбурге, а затем в Невшателе в Швейцарии. Бовин подружился с Эриком Тьебо, который помог ему снова въехать в Швейцарию в 1948 году, после Второй мировой войны.
Первое художественное образование Бовин получил в Школе прикладного искусства в Невшателе под руководством Уильяма Расина. Карл Русс-Сухард, владелец шоколадной фабрики в Швейцарии, поощрял талант молодого Бовина и приобрел множество его картин.
Будучи гражданином Германии, в день своего 18-летия Бовин был призван в армию и в 1917—1918 гг. принимал участие в Первой мировой войне в качестве переводчика в подразделении перехвата. За это время он создал, среди прочего, рисунки и акварели с изображением фронта в Аргоннском лесу. Он был демобилизован в Ганновере в 1919 году.
После войны Бовин начал посещать вечерние классы в Ганноверской школе искусств и ремесел. В 1920—1921 гг. Бовин обучался в Государственной академии искусств в Мюнхене у профессора Роберта Энгельса, затем в 1922 году — в Дрезденской академии искусств у профессора Рихарда Мюллера, а затем проходил подготовку в качестве учителя рисования в Государственной школе искусств в Берлине-Шенеберге у Филиппа Франка и брал уроки по истории искусства у Оскара Фишеля. В 1923 году Бовин сдал экзамен на учителя труда в Дюссельдорфе. В последующие годы он отправился в поездки на пленэр в Кассель, Ахен, Гамбург, Любек, Карлсруэ, Фрайбург-им-Брайсгау, Базель, Кенигсберг и Хильдесхайм, а затем в Прагу и Вену (1928) и Северную Италию (1929).
Сначала Бовин работал учителем в гимназии в Хехингене в Землях Гогенцоллернов, затем с 1925 по 1932 год — в Золингене в качестве учителя по искусству в гимназии Швертштрассе, где одним из его учеников был будущий президент Германии Вальтер Шеель. За эти годы он прочитал более 100 лекций на искусствоведческие темы в местном народном университете. Кроме того, ему было поручено сделать чертежи всех рабочих процессов на заводе Zwilling J. A. Henckels по изготовлению ножевых изделий в Золингене. По причине принятия чрезвычайных указов Брюнинга Бовину пришлось оставить профессию учителя. В это время он регулярно посещал художественный и литературный салон Эрны и Ханнса Хайнен. Из этих визитов выросла дружба Бовина с семьей Хайнен на всю жизнь. Дочь семьи Хайнен, Беттина Хайнен-Айеш (1937—2020), стала его самой главной ученицей по живописи.

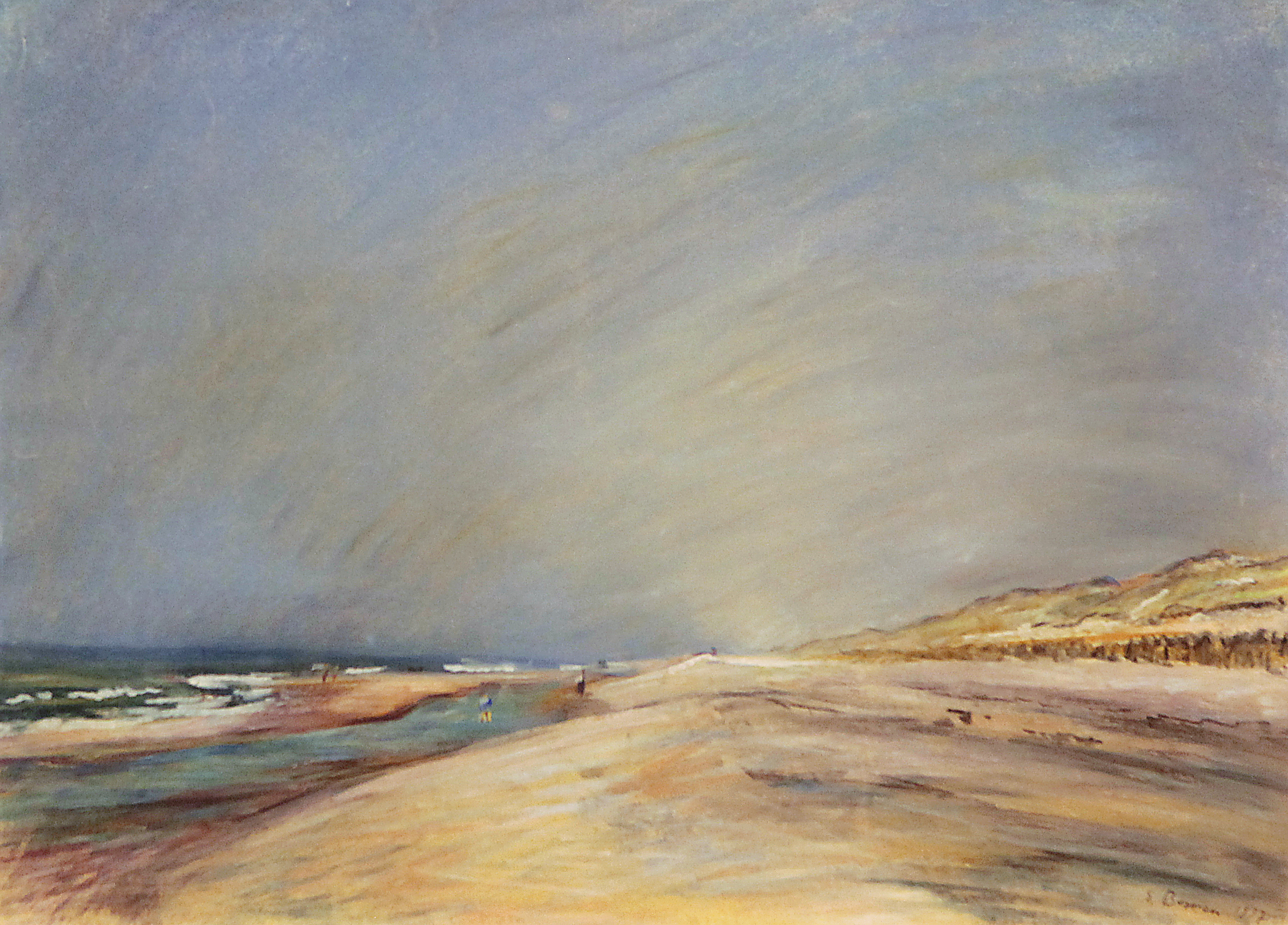
Эрвин Бовин, Эгмонд-ан-Зее

В 1932—1942 годах Бовин жил как свободный художник в местечке Эгмонд-ан-ден-Хоф, Северная_Голландия, в бывшем доме философа Рене Декарта. После увольнения с должности учителя он поехал в Амстердам, чтобы посетить там выставку Рембрандта, а затем остался жить в Нидерландах. Самым важным учеником Бовина по живописи в Нидерландах стал Дирк Удес. В 1934 году Бовин совершил большое путешествие по Северной Африке в Ливию, Тунис, Алжир и Марокко в компании оптового торговца древесиной, который финансировал поездку и впоследствии получил взамен половину выполненных работ. Впоследствии Бовин некоторое время страдал от перенесенных тягот поездки. Помимо пейзажей, Бовин писал многочисленные портреты и семейные картины для богатых голландцев. Западно-Фризский музей в Хоорне приобрел картины Бовина. Другие картины поступили в порядке дарения распоряжение в музей Рейксмюсеум в Амстердаме, архивы Конинклийк Хуисархив в Гааге и Регионалрхиф Алкмаар, а также в приход Схоорл.
О том, что «захват власти» нацистами был причиной, по которой он не вернулся в Германию, Бовин написал в своей автобиографии. Политика каждый день причиняла ему «новые муки». «Поэтому картины, которые я создавал в то время, стали чем-то вроде крика. Море не могло быть достаточно бурным для меня, облака — недостаточно зловещими». После оккупации Нидерландов немецким вермахтом Бовин был заключен в тюрьму в Алкмаре на три дня. Не имея возможности зарабатывать в такой политической ситуации, Бовин с тяжелым сердцем вернулся в Германию. Он оставил 35 своих работ на попечение арт-дилера в Гааге. В итоге эти картины оказались утраченными. Первые полгода Бовин жил в семье Хайнен в Золингене, где зимой 1942 года написал серию городских видов акварелью — последний цикл картин города перед тем, как город был разрушен в ноябре 1944 года.
Затем Бовин переехал в Аугсбург. В военное время не было возможность купить ни рам, ни холстов, поэтому Бовин стал приобретать портреты фюреров и официальные нацистские пропагандистские картины, которые продавались повсюду. Бовин грунтовал эти картины и поверх них писал виды Аугсбурга. Картины Бовина хорошо продавались. Однако однажды его сдали гестапо, которое конфисковало его картины в 1943 году по инициативе Культурной палаты Рейха. Более 30 картин Бовина были уничтожены в ходе войны. Без документов и военного билета Бовин бежал в Кройцталь-Эйзенбах (ныне район города Исни) в Алльгое. Там Бовин написал свои мемуары о войне «Les heures perdus du Matin» («Потерянные часы утра») и помог спрятать сбежавшего французского военнопленного.
После окончания войны Эрвин Бовин вернулся в Золинген, где жил с 1950 года, иногда приезжая в родной город Вайль-ам-Райн. Бовин также часто путешествовал на пленэр в пределах Германии, в Швейцарию, южную Швецию, Норвегию (там он также приобрел коттедж «Беттина-Бо» на острове Альстен), Париж, Алжир (для посещения Беттины Хейнен-Айеш), Финляндию, южную Францию. 28 июля 1970 года Бовин женился на Инкен Штромайер, урожденной Фогт. 3 декабря 1972 года Эрвин Бовиен умер в Вайль-ам-Райне, где и был похоронен. Место его захоронения стало почетным захоронением города Вайль-ам-Райн. Картины художника были приобретены Министерством культуры земли Северный Рейн-Вестфалия, музеем Нордфрисланд (Ниссенхаус) в Хузуме, музеем Драйлендермузеум (бывший музей в Бургхофе) в Леррахе, музеем Крайсхайматмузеум Шпринге, а также муниципальными художественными галереями Ганноверш-Мюндена, Золингена и Вайль-ам-Райна.
20 октября 1976 года в Немецком музее клинка в Золингене было основано общество «Круг друзей Эрвина Бовина» (Freundeskreis Erwin Bowien e.V.).

## Выставки
- 1917 Невшатель (Нойенбург), Швейцария. Выставка в галерее Rose d´Or.[13]
- 1927 Золинген, Германия. Первая выставка в зале Casino Gesellschaft.[8]
- 1928 Золинген, Германия. Вторая выставка в зале Casino Gesellschaft.[8]
- 1929 Золинген, Германия. Третья выставка в зале Casino Gesellschaft.[13]
- 1933 – 1941 Нидерланды. Выставки в Хорне, Эгмонде, Горинхеме, Скорле, Гааге.[13]
- 1947 – 1959 Золинген, Германия. Участие в "Горных выставках" в Немецком музее клинка.[8]
- 1951 Хузум, Германия. Выставка в Музее Северной Фрисландии (Ниссенхаус).[13]
- 1954 Берн, Швейцария. Выставка в галерее Haus der Inneren Enge (2 – 31 мая). Вступительная речь д-ра Е.М. Фаллет-фон-Кастельберга.[13]
- 1957 Хузум, Германия. Выставка в Музее Северной Фрисландии (Ниссенхаус). Продажа картин через Музей.[8]
- 1957 Копенгаген, Дания. Выставка в Немецком клубе. Выставку открыл атташе по культуре посольства Германии д-р Обермейер.[8]
- 1958 Золинген, Германия. Выставка в помещении газеты Neuen Rheinzeitung.[8]
- 1958 Мюнден, Германия. Выставка в замке Welfenschloss, приуроченная к открытию исторического музея.[8]
- 1958 Копенгаген, Дания. Вторая выставка в Немецком клубе.[8]
- 1960 Золинген, Германия. С 17 января по 28 февраля 1960 г. состоялась ретроспектива картин в Немецком музее клинка в Золингене, приуроченная к 60-летию Эрвина Бовина.
- 1962 Берн, Швейцария. Выставка в галерее "Шнайдер".[8]
- 1964, Париж, Франция. Выставка в галерее "Дункан" (2 – 16 октября).[8]
- 1965 Ау / Санкт-Галлене, Швейцария. Выставка в галерее "Цолльштрассе" (24 апреля – 2 мая).[8]
- 1967 Вайль-ам-Райн, Германия. Выставка в Доме народного образования (23 сентября – 1 октября). Было приобретено несколько картин Музеем Бургхоф-ин-Лоррах и городом Вайль-ам-Райн.[8]
- 1968 Фрайбург-им-Брайсгау, Германия. Выставка в мэрии города (апрель – май).[8]
- 1968 Бад-Зеккинген, Германия. Выставка в Замке Trompeterschloss (1 – 22 декабря), организована обществом искусства Hochrhein.[8]
- 1969 Фрайбург-им-Брайсгау, Германия. Ретроспектива картин в мэрии города, приуроченная к 70-летию художника. Организована Союзом художников-живописцев.[8]
- 1970 Золинген, Германия. Выставка в Немецком музее клинка.[8]
- 1971 Вайль-ам-Райн, Германия. Выставка в Доме народного образования.[8]
- 1973 Шпринге, Германия. Посмертная выставка в историческом музее (25 августа – 30 сентября).[8]
- 1974 Вайль-ам-Райн, Германия. Посмертная выставка в бывшем доме Бовина (2 – 14 января).[8]
- 1974 Рабат, Марокко. Посмертная выставка в Институте имени Гёте (4 – 14 декабря). Открыта при поддержке немецкого посла д-ра Хендуса.[8]
- 1975 Вайль-ам-Райн, Германия. Посмертная выставка в Доме народного образования (3 – 11 мая).[8]
- 1975 Золинген, Германия. Посмертная выставка в Немецком музее клинка (15 мая – 13 июля).[8]
- 1976 Гладбекк (город Боттроп), Германия. Посмертная выставка в водном замке Виттринген (14 марта – 25 апреля).[8]
- 1977 Берн, Швейцария. Посмертная выставка в галерее искусств Мюнстера (25 января – 15 февраля).[8]
- 1977 Алжир. Посмертная выставка в галерее Mohamed Racim (15 – 26 ноября).[8]
- 1978 Бухшлаг, Драйайх, Германия. Посмертная выставка в мэрии (6 – 17 сентября).[8]
- 1980 Ремшайд, Германия. Посмертная выставка в городском историческом музее Ремшайд-Хастен (6 июля – 24 августа).[8]
- 1982 Золинген, Германия. Посмертная выставка в Немецком музее клинка (11 – 26 сентября). Тема: "Горная земля".[8]
- 1984 Вайль-ам-Райн, Германия. Посмертная выставка в городской галерее Stapflehus (15 марта – 8 апреля).[8]
- 1984 Золинген, Германия, Немецкий музей клинка (19 августа – 7 октября). Тема: Изображение Рейна от истоков до устья.[8]
- 1985 Алжир. Посмертная выставка в Институте имени Гёте (19 – 30 ноября).[8]
- 1986 Золинген, Германия. Посмертная выставка в банке Stadtsparkasse (16 сентября – 16 октября). Тема: Голландия.[8]
- 1986 Вайль-ам-Райн, Германия. Посмертная выставка в банке Sparkasse Markgräfler Land (10 ноября – 2 декабря).
- 1988 Вайль-ам-Райн, Германия. Посмертная выставка в банке Sparkasse Markgräfler Land (23 августа – 16 сентября). Тема: "На пересечении трех стран".[8]
- 1988 Ремшайд, Германия. Посмертная выставка в театральной галерее (11 сентября – 23 октября).[8]
- 1991 Золинген, Германия. Посмертная выставка в банке Stadtsparkasse (10 сентября – 4 октября). Тема: "Образы и портреты граждан Золингена".[8]
- 1996 Золинген, Германия. Посмертная выставка в Горном музее, замок Бург-ан-дер-Вуппер (22 сентября – 20 октября).[8]
- 1999 Золинген, Германия. Посмертная выставка в Музее Бадена (3 октября – 15 ноября).[8]
- 1999 Вайль-ам-Райн, Германия. Посмертная выставка в городской галерее Stapflehus (20 ноября – 19 декабря).[8]
- 2006 Золинген, Германия. Посмертная выставка в галерее Liberal (26 августа – 6 октября).[14]
- 2012–2013 Исни-им-Алльгой, Айзенбах, Германия. Посмертная выставка в Доме Tanne. Тема: "Эрвин Бовин в Кройцтале – Айзенбах.[14]
- 2013-2014 Вайль-ам-Райн, Германия. Посмертная выставка с 13 октября 2013 г. по 27 июля 2014 г. Музей на Линдерплац провел ретроспективу работ художника в Вайль-ам-Райне.[15][16]
- 2014 Золинген, Германия. Посмертная ретроспектива картин в Музее искусства Золингена (10 августа – 14 сентября).[14]
- 2015 Георгсмариенхютте, Германия. Ретроспектива картин в Музее "Вилла Стамер" (14 октября – 15 ноября).[14]

## Произведения
- Красивая игра между духом и миром – моя жизнь художника. (Автобиография). Под ред. Беттины Хайнен-Айеш и общества "Круг друзей Эрвина Бовина" (Freundeskreis Erwin Bowien e.V.), Золинген, 1995, ISBN 3-88234-101-7.
- "Потерянные часы утра", Дневник художника-живописца, Баварские Альпы, 1944-1945. Под ред. Бернарда Циммерманна. Из-во L’Harmattan, Париж, 2000, ISBN 2-7475-0040-3.

## Фильмы, радиоспектакли
- 1992, Хассен Буабделла, "Беттина Хайнен-Айеш: письмо Эрвину Бовину". Фильм, Золинген и Алжир, 1992. Французское издание вышло под названием "Bettina Heinen-Ayech – Lettre à Erwin Bowien". Фильм был включен в официальный список номинантов фестиваля в Монреале.[21]
- 2010, Георг Байерле, "Искусство воспоминаний", в рамках передачи Zwischen Spessart und Karwendel, Bayerisches Rundfunk.[21]
- 2011, Георг Байерле, "Горная идиллия в Альгое - Кройцталь как пристанище, 1944, в рамках передачи Zeit für Bayern. Продолжительность приблизительно 53 минут. Первый показ радиоспектакля состоялся 11 декабря 2011 г.[21]
- 2015, Руди Хольцбергер и Георг Байерле. "Пристанище в Альгое. Искусство воспоминаний: Эрвин Бовин в Кройтале". Продолжительность: 53 минуты. Фонд Байерле-Кюмпфель-Хольцбергер. Показ фильма состоялся 21 октября 2015 г. в кинотеатре "Максим" в Мюнхене.[21]